# 伊藤由奈
伊藤 由奈（いとう ゆな、1983年9月20日 - ）は、日本の女性歌手。本名はYuna Ito。
ロサンゼルス生まれ、ハワイ出身。ソニー・ミュージックレコーズ・ジャパン・ミュージックエンターテインメント所属。アメリカ国籍の日系アメリカ人および韓国系アメリカ人である。父親は日本人、母親は韓国系アメリカ人。身長163cm、血液型はA型。2016年現在ロサンゼルス在住。

## 略歴
ハワイで中学生の頃からデモテープを作ったりオーディションに参加したりしていた。 2004年、オーディションにより映画『NANA』の芹澤レイラ役に起用され来日。その後日本に移住している。
2005年、REIRA starring YUNA ITO名義でシングル「ENDLESS STORY」でデビュー。オリコン週間シングルチャートにおいて初登場から8週連続ベスト5入りするヒットとなり、最高2位を記録した。年末に『第56回NHK紅白歌合戦』に初出場。
2006年にリリースされた3rdシングル『Precious』は、同年公開の邦画実写映画で興行収入第1位となった『LIMIT OF LOVE 海猿』の主題歌としてロングヒットとなった。 2007年に発売された初のアルバム『HEART』はオリコン初登場1位を獲得。
2008年、セリーヌ・ディオンとのコラボレーション・シングル「あなたがいる限り〜A WORLD TO BELIEVE IN〜」発売。同年年末にGAP「GAP 2008 Holiday Collection『Winter Neutrals』」のモデルに起用。
2010年、アパレルブランド「Sua」とのコラボ商品発売。
2010年12月、初のベストアルバム「LOVE 〜Singles Best 2005-2010〜」を発売。現状では最後のCDリリースとなっている。
2012年4月にシンガポールで開催された「Men's Fashion Week」のジャパンナイトにて「ENDLESS STORY」と「Precious」を披露。これを最後に日本での表立った活動はない。
同年6月に自身のTwitterにて、自分の夢を叶えるために、次のステップに進み活動をしていると報告しており、近い将来また曲を披露したいと綴っている。活動の拠点はロサンゼルスであり、歌やダンス、演技のレッスンを受けていることも報告している。
2019年9月8日、8年ぶりに日本でライブを行った。『機動戦士ガンダム』誕生40周年を記念して、千葉県・幕張メッセで開催された音楽フェス「GUNDAM 40th FES "LIVE-BEYOND"」に出演し、2009年に自身がリリースした『機動戦士ガンダム00』のエンディングテーマ「trust you」と、MISIAが歌う『機動戦士ガンダム 鉄血のオルフェンズ』のエンディングテーマ「オルフェンズの涙」のカバーを披露した。
2022年7月4日、結婚したことを自身のインスタグラムで報告。結婚相手については公表していない。
2023年1月1日、第1子妊娠を公表。2月23日、第1子女児を出産し、4月3日に報告した。

## 人物
- 愛犬はミニチュアダックスフントの「ドルチェ」。イタリア語でデザートの意味で、女性に関する褒め言葉でもある。
- 仲の良い芸能人は中島美嘉や佐々木希、谷村奈南などである。また、AIはデビュー前からの大親友だった[9]。
- 日本語が苦手である。TV番組などの出演時はあらかじめ台詞を丸暗記する能力を持ち合わせている。
- 青木さやかの大ファンである。青木がMCを担当する『音楽戦士 MUSIC FIGHTER』に出演したとき、自分のことを「青木マニア」と言って「テレビ見てて青木さんが出たらそのままチャンネルストップ」とコメントしていた。他にも「小島よしおが気になる」とラジオ番組で公表している。
- 趣味は料理で、得意な料理は自身の好物であるフィリピン料理のアドボ。『HEY!HEY!HEY! MUSIC CHAMP』で調理した。
- マライア・キャリーの大ファンで、歌手を目指すきっかけになったのもマライアの曲である。J-POPではCrystal KayやDOUBLEを好む。
- 日本に来たばかりの頃は、忙しい気分を味わいたくて通勤列車のラッシュ時の混雑や高速道路の渋滞を体験したかったという。実際に体験して「私忙しいと思った」と述べている。また、ハワイには走っていない電車を珍しがった。
- 日本で歌手デビューする前の2003年に韓国のファッション誌でモデルとして活動していた。
- 2011年3月からTwitterを開始している。主に英語でのツイートであるが、ごくまれに日本語でのツイートもある。

### 伊東クリスティーン
伊東クリスティーンは、伊藤由奈の妹という設定。実際はクラブなどで活動するためのクラブネーム「伊東クリスティーン」として伊藤由奈が活動。
2008年12月10日、配信限定楽曲「groovy×2」でデビュー。この曲は、姉・伊藤由奈のシングル「恋はgroovy×2」を英語で歌った曲。「名前が同じ『イトウ』」という理由で俳優・伊東四朗にビデオ・クリップへの出演を依頼。また、同日に公式サイトとオフィシャルブログを開設。

## 作品

### シングル
| 枚   | 発売日         | タイトル                                   |
| ---- | -------------- | ------------------------------------------ |
| 1st  | 2005年9月7日   | ENDLESS STORY                              |
| 2nd  | 2006年3月1日   | Faith/Pureyes                              |
| 3rd  | 2006年5月3日   | Precious                                   |
| 4th  | 2006年8月9日   | stuck on you                               |
| 5th  | 2006年9月6日   | losin'                                     |
| 6th  | 2006年12月6日  | Truth                                      |
| 7th  | 2007年3月14日  | I'm Here                                   |
| 8th  | 2007年6月27日  | Mahaloha                                   |
| 9th  | 2007年10月24日 | Urban Mermaid                              |
| 10th | 2008年1月16日  | あなたがいる限り 〜A WORLD TO BELIEVE IN〜 |
| 11th | 2008年9月3日   | miss you                                   |
| 12th | 2008年11月26日 | 恋はgroovy×2                               |
| 13th | 2009年3月4日   | trust you                                  |
| 14th | 2009年11月11日 | Let it Go                                  |
| 15th | 2010年11月3日  | 守ってあげたい                             |

### 配信限定
| 配信開始日     | タイトル                         |
| -------------- | -------------------------------- |
| 2006年6月30日  | Precious -wedding extended ver.- |
| 2008年6月11日  | GATE                             |
| 2008年8月6日   | LOVE MACHINE GUN                 |
| 2008年12月10日 | groovy×2                         |
| 2009年3月23日  | 今でも 会いたいよ…               |
| 2010年7月28日  | I Don't Want To Miss A Thing     |
| 2010年8月25日  | She                              |
| 2010年9月29日  | Hard To Say I'm Sorry            |

### オリジナルアルバム
| 枚  | 発売日        | タイトル |
| --- | ------------- | -------- |
| 1st | 2007年1月24日 | HEART    |
| 2nd | 2008年2月20日 | WISH     |
| 3rd | 2009年5月27日 | DREAM    |

### ベストアルバム
| 発売日        | タイトル                        |
| ------------- | ------------------------------- |
| 2010年12月8日 | LOVE 〜Singles Best 2005-2010〜 |

### 関連作品
| 発売日         | 曲名                                                                  | 収録された作品                             |
| -------------- | --------------------------------------------------------------------- | ------------------------------------------ |
| 2005年9月28日  | ENDLESS STORY（soundtrack version）                                   | Original Soundtrack「NANA」                |
| 2006年12月20日 | Truth（NANA2 original soundtrack version）                            | Original Soundtrack「NANA2」               |
| 2007年8月8日   | Heal feat. 伊藤由奈, WISE, PJ, BIGGA RAIJI and Primary Color Allstars | Micro「Laid Back」                         |
| 2007年9月26日  | MY HEART WILL GO ON                                                   | Various Artists「TRIBUTE TO CELINE DION」  |
| 2009年1月28日  | 今でもずっと                                                          | Spontania feat. 伊藤由奈「今でもずっと」   |
| 2009年7月22日  | GATE                                                                  | Original Soundtrack「GATE -A TRUE STORY-」 |
| 2011年3月9日   | 安らぎを求めて feat. 伊藤由奈                                         | 石井竜也「MOON & EARTH」                   |

### タイアップ
| 曲名                                       | タイアップ                                                                                   |
| ------------------------------------------ | -------------------------------------------------------------------------------------------- |
| ENDLESS STORY                              | 東宝配給映画「NANA -ナナ-」劇中歌                                                            |
| JOURNEY                                    | 東宝配給映画「NANA -ナナ-」挿入歌                                                            |
| Faith                                      | フジテレビ・関西テレビ系ドラマ「アンフェア」主題歌                                           |
| Faith                                      | フジテレビ・関西テレビ系ドラマ「アンフェア the special コード・ブレーキング―暗号解読」主題歌 |
| Faith                                      | フジテレビ・関西テレビ系ドラマ「アンフェア the special ダブル・ミーニング―二重定義」主題歌   |
| Pureyes                                    | オフテクス「バイオクレン ゼロ」CMソング                                                      |
| Precious                                   | 東宝配給映画「LIMIT OF LOVE 海猿」主題歌                                                     |
| These boots are made for walkin'           | ダイハツ「COO」CMソング                                                                      |
| losin'                                     | AXNドラマ「LOST シーズン2」インスパイアソング                                                |
| losin'                                     | dwango「イロメロミックスDX」CMソング                                                         |
| Truth                                      | 東宝配給映画「NANA 2」劇中歌                                                                 |
| Take Me Away                               | 東宝配給映画「NANA 2」挿入歌                                                                 |
| I'm Here                                   | 東宝配給映画「アンフェア the movie」主題歌                                                   |
| I'm Here                                   | フジテレビ・関西テレビ系ドラマ「アンフェア the special ダブル・ミーニング―二重定義」挿入歌   |
| Reason Why                                 | 東宝配給映画「アンフェア the movie」劇中歌                                                   |
| Mahaloha                                   | レーベルモバイル「レコード会社直営♪サウンド」CMソング                                        |
| Urban Mermaid                              | ユニリーバ・ジャパン「LUX Super Rich Shine」CMソング                                         |
| Colorful                                   | フジテレビ系「めざましどようび」10～12月度テーマソング                                       |
| あなたがいる限り 〜A WORLD TO BELIEVE IN〜 | au by KDDI「LISMO」CMソング                                                                  |
| Unite As One                               | コナミ「TIME HOLLOW -奪われた過去を求めて-」エンディングテーマ                               |
| Unite As One                               | コナミ「TIME HOLLOW -奪われた過去を求めて-」CMソング                                         |
| Tokyo Days                                 | ガシー・レンカー・ジャパン「プロアクティブ」CMソング                                         |
| miss you                                   | 伊藤園「ビタミンフルーツ」2008年度CMソング                                                   |
| miss you                                   | ケータイ小説「天使の恋」インスパイアソング                                                   |
| GATE                                       | 映画「GATE」主題歌                                                                           |
| LOVE MACHINE GUN                           | ケータイ小説「天使の恋」テーマソング                                                         |
| 恋はgroovy×2                               | GAP×MTV CMソング                                                                             |
| 恋はgroovy×2                               | MBS「ベリータ」12月度エンディングテーマ                                                      |
| 恋はgroovy×2                               | 赤坂サカス「Winter Sacas」テーマソング                                                       |
| trust you                                  | MBS・TBS系アニメ「機動戦士ガンダム00 -2nd Season-」エンディングテーマ                        |
| Brand New World                            | ABCマート「ホーキンススポーツ」CMソング                                                      |
| 今でも 会いたいよ…                         | エムティーアイ「music.jp」CMソング                                                           |
| love you                                   | 伊藤園「ビタミンフルーツ」2009年度CMソング                                                   |
| Let it Go                                  | ギャガ配給映画「天使の恋」主題歌                                                             |
| Happy Days                                 | ABCマート「ホーキンススポーツ」CMソング                                                      |
| 守ってあげたい                             | 日本テレビ系ドラマ「黄金の豚-会計検査庁 特別調査課-」主題歌                                  |

## 出演

### 映画
- NANA-ナナ-（2005年、東宝） - 芹澤レイラ 役
- NANA 2（2006年、東宝） - 芹澤レイラ 役

### テレビ
ドラマ
- チェルシーホテルへようこそ（2009年1月3日、フジテレビ） - 伊藤由奈 役

その他
- テレビショッピング「ガシー・レンカー・ジャパン」プロアクティブ（2012年 - 、民放各局）

### NHK紅白歌合戦出場歴
| 年度/放送回               | 回 | 曲目          | 出演順 | 対戦相手 | 備考 |
| ------------------------- | -- | ------------- | ------ | -------- | ---- |
| 2005年（平成17年）/第56回 | 初 | ENDLESS STORY | 13/29  | TOKIO    |      |

### CM
- オフテクス「バイオクレン ゼロ」（2005年 - 2008年）
- ガシー・レンカー・ジャパン「プロアクティブ」
  - 「アクティブ」篇（2008年 - 2010年）
  - （2011年 - ）
- 日本レコード協会「携帯音楽を守りたいキャンペーン」（2008年）
- 伊藤園「ビタミンフルーツ」
  - 「クリスタル」篇（2008年）
  - 「私の朝は」篇（2009年）
- GAP「GAP 2008 Holiday Collection『Winter Neutrals』」（2008年）

### ラジオ
- JOURNEY（火曜日23:00～23:30／2005年10月4日 - 2006年3月28日、InterFM）
- 伊藤由奈のHEART to HEART（2007年4月1日 - 2011年4月2日、JFN）

### ミュージカル
- ムーラン・ドゥ・ラ・ギャレット（2009年） - セルジュ・カスパージャ 役

## 受賞歴
- 2005年
  - ベストヒット歌謡祭最優秀新人賞（ENDLESS STORY）
  - 日本有線大賞最優秀新人賞（ENDLESS STORY）
  - 第47回日本レコード大賞特別賞（『NANA』の2曲／2005年、ENDLESS STORY）
- 2006年
  - 日本ゴールドディスク大賞ニューアーティスト・オブ・ザ・イヤー（ENDLESS STORY）
  - ベストヒット歌謡祭ゴールドアーティスト賞（Precious）
- 2007年
  - MTV Video Music Awards Japan 2007 Best buzzAsia from Japan（Precious）
  - 日本ゴールドディスク大賞ザ・ベスト10ソング・バイ・ダウンロード（Precious）
- 2010年
  - Honolulu Mayor's Commentation